# Брижак Володимир Олександрович
Володи́мир Олекса́ндрович Брижак — майор Державної прикордонної служби України.

## З життєпису
Проходив лікування після поранення в американському військовому госпіталі «Волтер Ріді» у Вашингтоні.
Станом на березень 2017-го — викладач циклу кінологічних дисциплін, Кінологічний навчальний центр.
У 2023 році очолив один з підрозділів гвардії наступу.

## Нагороди
2 серпня 2014 року — за особисту мужність і героїзм, виявлені у захисті державного суверенітету та територіальної цілісності України, вірність військовій присязі під час російсько-української війни, відзначений — нагороджений орденом «За мужність» III ступеня.